# Lubasz koło Czarnkowa
Lubasz koło Czarnkowa – towarowa stacja kolejowa w Lubaszu, w województwie wielkopolskim, w Polsce.